# Згорњи Козји Врх
Згорњи Козји Врх (словен. Zgornji Kozji Vrh) је насељено место у општини Радље об Драви, Корушка регија, Словенија.

## Историја
До територијалне реорганизације у Словенији био је у саставу старе општине Радље об Драви. Као самостално насељено место Згорњи Козји Врх постоји од 1994. године. Настао је издвајањем дела из насеља Козји Врх (Подвелка).

## Становништво
У попису становништва из 2011. године, Згорњи Козји Врх је имао 143 становника.
| Број становника према пописима | Број становника према пописима |
| ------------------------------ | ------------------------------ |
| 2002                           | 2011                           |
| 154                            | 143                            |

Напомена: Године 1994. настала издвајањем дела из насеља Козји Врх (Подвелка).